# Plâtre chirurgical
Pour les articles homonymes, voir Plâtre (homonymie).

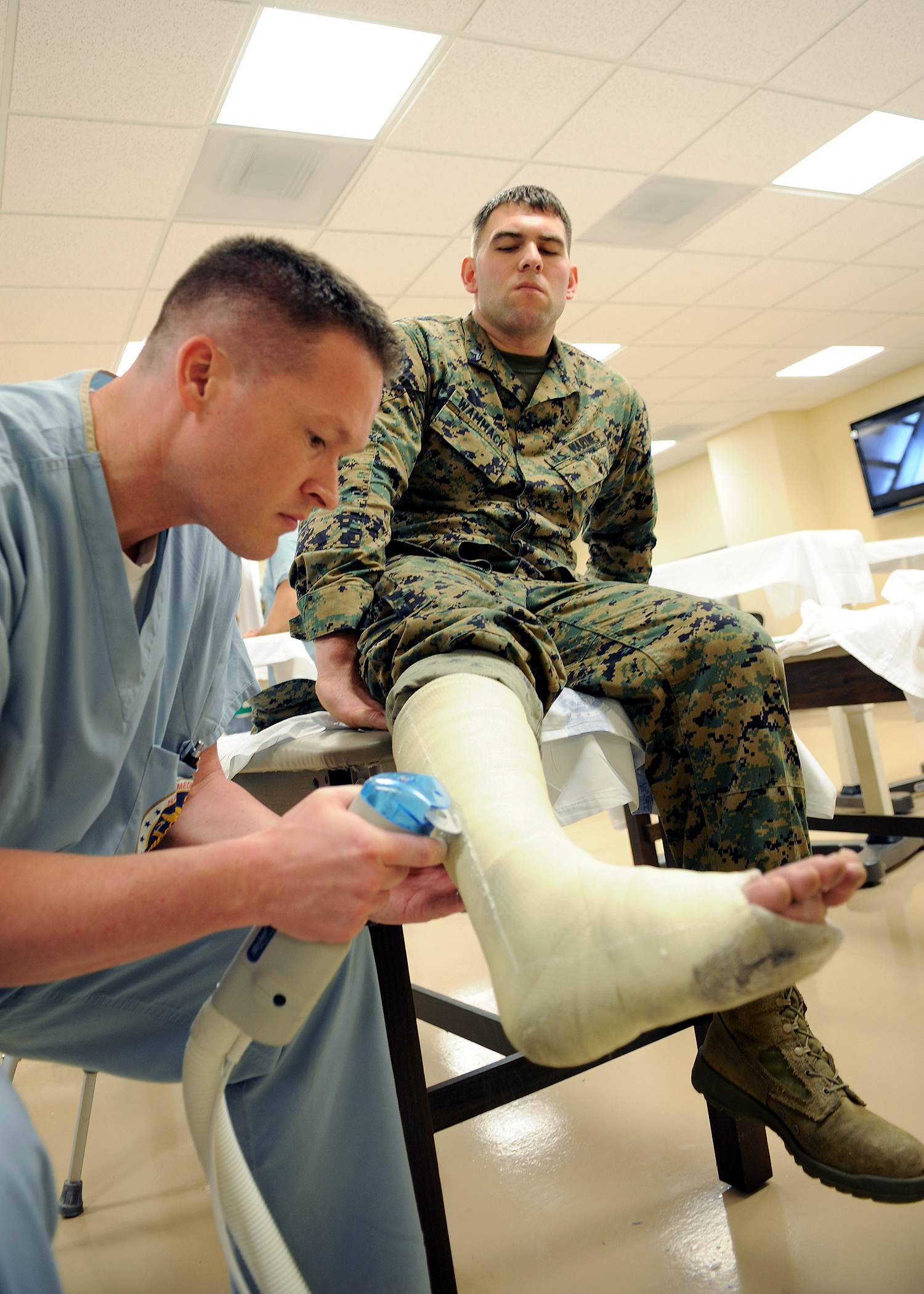
Retrait d'un plâtre chirurgical au membre inférieur.

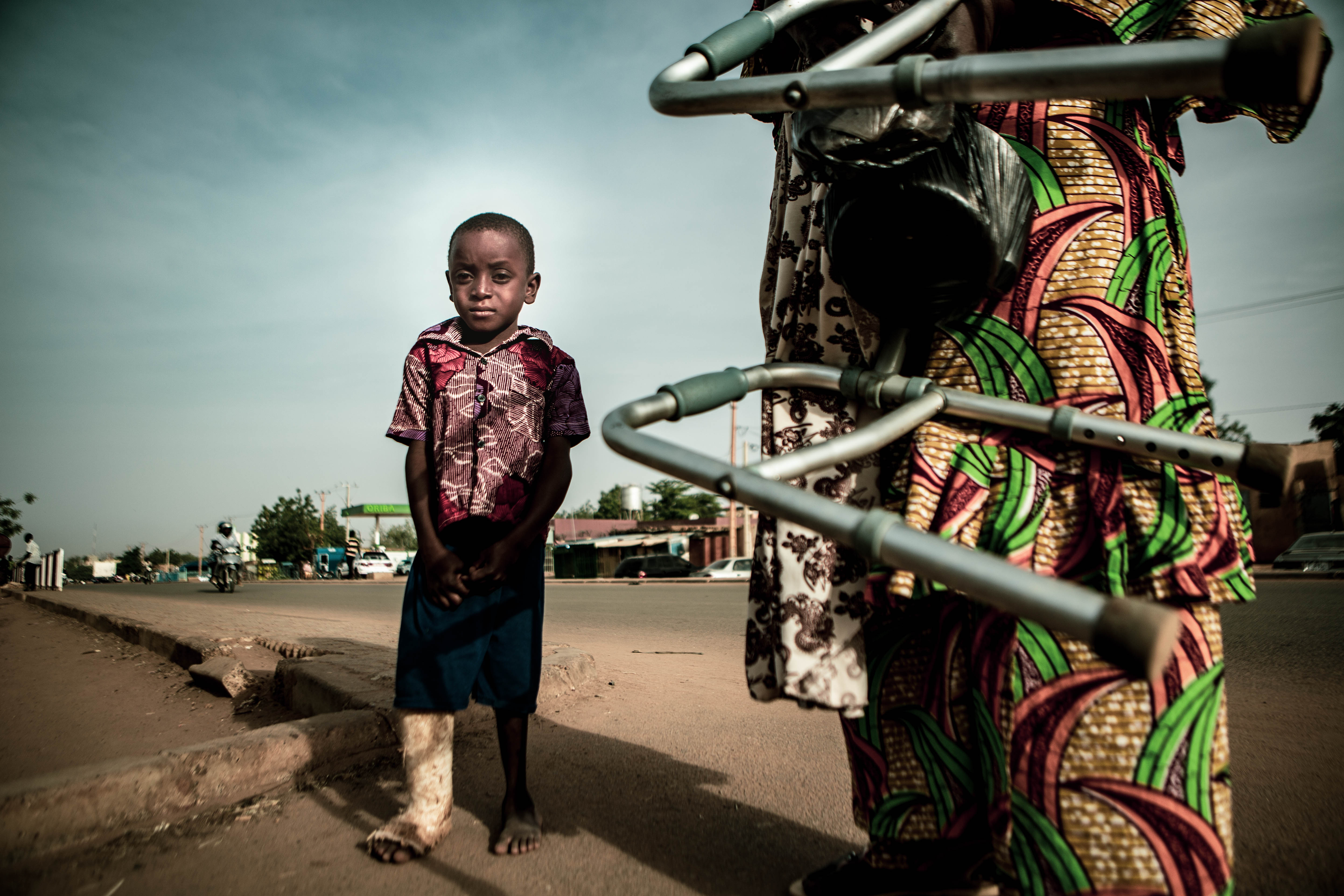
Enfant du Niger portant un plâtre (2020).

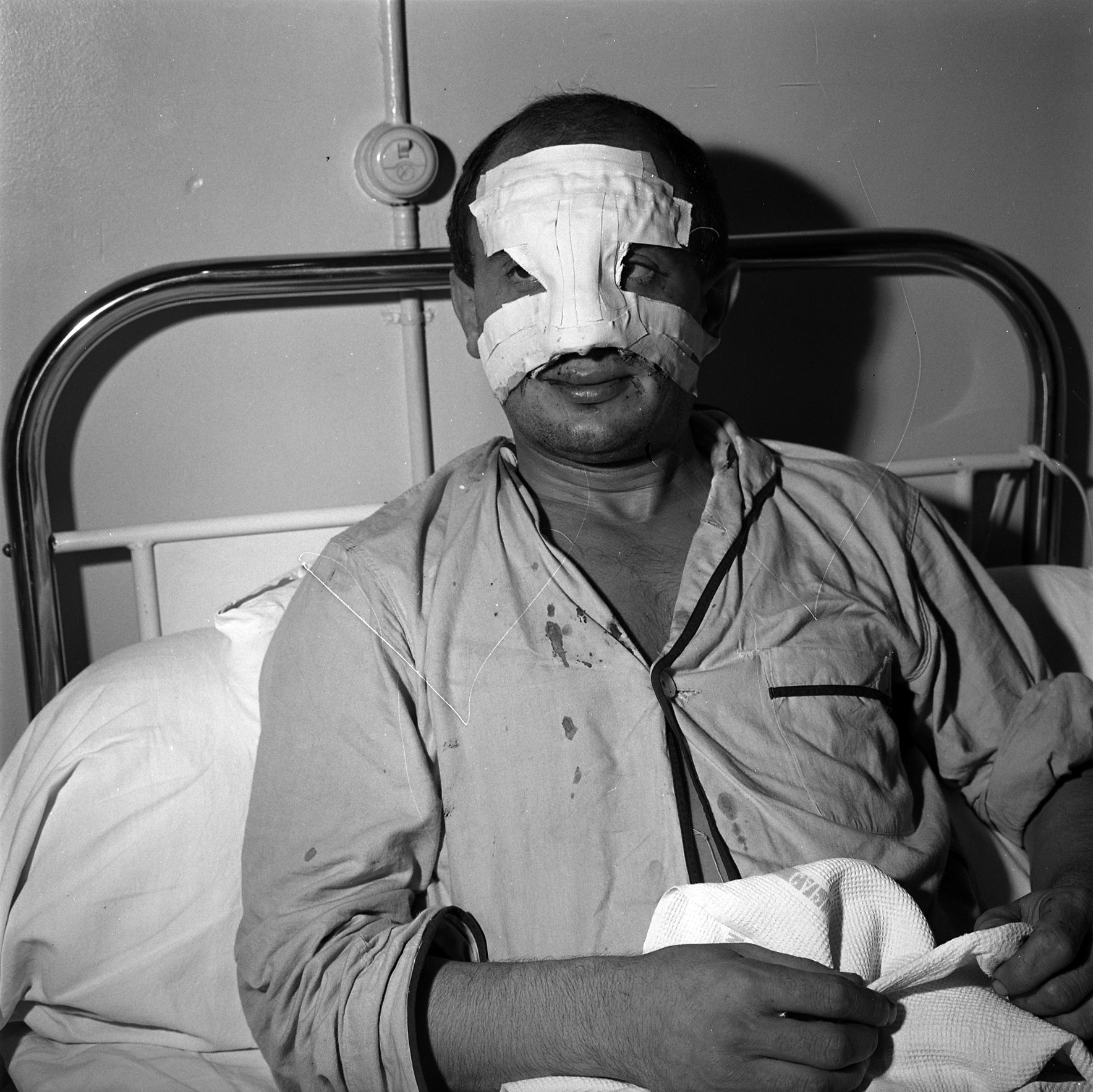
Plâtre positionné sur la pyramide nasale de Pierre Lacaze (rugby) après une fracture du nez lors d'un match de rugby à XIII.

Un plâtre est un système de tissu durcissable servant à assurer la contention d'un membre afin de répondre à un traumatisme, en cas de lésions tendineuses ou de fracture ou, en orthopédie, à corriger une déformation.

## Description technique
La peau est tout d'abord protégée à l'aide d'un tissu jersey et de bandes d'ouate ou de 3 couches de jersey.
Les bandes de plâtre classiques sont imprégnées de plâtre de Paris. Le plâtre dit moderne fait appel à la fibre de verre en bandes de largeurs variables à tremper également pour réaction exothermique (polymérisation comme le plâtre).
Le plâtre classique est facile à modeler, permettant des contentions externes plus confortables et surtout plus précises.
Les plâtres peuvent être en résine (polypropylène thermo malléable à faible température). Ces derniers sont radio-transparents, plus légers et plus résistants à l'eau que les plâtres classiques.
En France, les médecins, étudiants en médecine et infirmiers formés aux immobilisations plâtrées (et résines) peuvent en réaliser.

## Complications
L'information, tant écrite qu'orale, du patient amené à porter un plâtre est primordiale à la pose de celui-ci.
Un plâtre mal mis en place risque de ne pas être efficace sur la lésion. S'il est trop serré, il favorise le risque d'escarre ou de syndrome des loges.
De plus, on utilise de moins en moins le plâtre pour guérir une entorse. On lui préfère une attelle, ce qui permet d'éviter une « fonte » des muscles et une meilleure rééducation. Cependant, un plâtre est indiqué pour les entorses de degré 3 (ou entorse grave).
Quelques patients développent une phobie du plâtre qui leur rend le plâtre impossible à supporter,,.